# Athenian Venture
Die Athenian Venture war ein unter der Flagge Zyperns betriebener Öltanker. Das Schiff ging nach einer Explosion an Bord im April 1988 im Nordatlantik verloren. Bei dem Unglück starben alle Besatzungsmitglieder sowie mitreisende Familienangehörige der Besatzungsmitglieder.

## Geschichte
Das Schiff wurde 1975 unter der Baunummer 408 als eins von drei Schwesterschiffen auf der Werft Oskarshamnsvarvet in Oskarshamn, Schweden, gebaut. Das als Einhüllentanker gebaute Schiff kam als Karkonosze für die polnische Reederei Polskiej Zeglugi Morskiej in Fahrt. Der Antrieb des Schiffes erfolgte durch einen Dieselmotor, der auf einen Propeller wirkte. Das Schiff erreichte eine Geschwindigkeit von rund 15 kn.
Polskiej Zeglugi Morskiej gründete 1983 zusammen mit der griechischen Reederei Athenian Tankers das Unternehmen Patron Marine Co., in das der Tanker eingebracht wurde. Neuer Name des nun unter der Flagge Zyperns betriebenen Schiffes wurde Athenian Venture.
In der Nacht vom 21. auf den 22. April 1988 ereignete sich eine Explosion an Bord. Das Schiff war mit einer Ladung von rund 10,5 Mio. Gallonen Benzin auf einer Reise von Amsterdam nach New York und befand sich zum Zeitpunkt des Unglücks etwa 400 Seemeilen südöstlich vom Kap Race auf Neufundland (⊙). Bei dem Unglück wurde der Rumpf in zwei Teile gerissen und ging in Flammen auf. Die Bugsektion des Schiffes sank am 22. April 1988 gegen 14 Uhr Ortszeit. Die Hecksektion trieb mehrere Wochen und sank schließlich am 17. Juni 1988 etwa 200 Seemeilen vor den Azoren, nachdem sie zuvor in Schlepp genommen und schon rund 1000 Seemeilen in Richtung der spanischen Küste geschleppt worden war.
An Bord befanden sich 29 Personen, 24 Besatzungsmitglieder und fünf Ehefrauen von Besatzungsmitgliedern. Es gab keine Überlebenden. Lediglich die Leiche eines Seemanns wurde nach dem Unglück im Wasser treibend gefunden. Die Überreste weiterer Seeleute wurden auf der treibenden Hecksektion gefunden, nachdem das Feuer gelöscht worden war.
Die Ursache für das Unglück wurde nie geklärt. Das Schiff soll sich aber in einem schlechten Zustand befunden haben.